# NGC 762
NGC 762 (również PGC 7322) – galaktyka spiralna z poprzeczką (SBa), znajdująca się w gwiazdozbiorze Wieloryba. Odkrył ją William Herschel 22 listopada 1785 roku.
W galaktyce tej zaobserwowano do tej pory jedną supernową – SN 1988ab.